# Обертій Микола Григорович
Мико́ла Григо́́рович Обертій (1972—2022) — штаб-сержант Збройних Сил України, учасник російсько-української війни, що загинув у ході російського вторгнення в Україну в 2022 році.

## Життєпис
Микола Обертій народився 6 лютого 1972 року в селищі Стрижавка на Вінниччині. Після закінчення місцевої середньої школи служив в армії. Потім 10 років працював на російській півночі. Повернувся на малу батьківщину та 13 років служив у Стрижавській виправній колонії. Вийшов на пенсію, однак у 2020 році пішов на контрактну військову службу до Збройних сил України. Обіймав посаду командира гранатометного відділення бойового взводу 2-ї розвідувальної роти військової частини А1445 забезпечення. З початком повномасштабного російського вторгнення в Україну перебував на передовій. На початку березня 2022 року потрапив під ворожий обстріл поблизу села Лугове Запорізької області. Вважався безвісти зниклим з 2 березня 2022 року. 26 березня тіло Миколи Обертія доправили до Запоріжжя. Чин прощання із загиблим проходив 3 квітня 2022 року біля Стрижавської селищної ради.

## Родина
У загиблого залишилися дружина, двоє дітей та батьки.

## Нагороди
- Орден «За мужність» III ступеня (2022, посмертно) — за особисту мужність і самовіддані дії, виявлені у захисті державного суверенітету та територіальної цілісності України, вірність військовій присязі[3]